# Orbagna
Orbagna est une ancienne commune française située dans le département du Jura, en région Bourgogne-Franche-Comté. Le 1er janvier 2019, elle devient commune déléguée de Beaufort-Orbagna.

## Histoire
Entre 1790 et 1794, Orbagna absorbe la commune éphémère de Crèvecœur.
Le village d'Orbagna semble s'être développé en rapport aux sites élevés qui accueillirent de part et d'autre de ses maisons, les châteaux de Beaufort et de Crèvecœur. Ces châteaux issus du Moyen Âge furent probablement construits sur les vestiges de fortins romains et gaulois. Une voie gallo-romaine venant de Lons-Le-Saunier en direction de Cuiseaux, passait d'ailleurs par la commune de Vercia pour traverser Orbagna, longer ensuite le rebord de la colline dominée par le château de Beaufort. Enfin une autre voie importante passait par Crèvecœur, au-dessus d'Orbagna, pour rejoindre la cité d'Orgelet puis filer en direction de la rivière d'Ain. Quelques fragments de tuiles et des ruines de constructions romaines, furent, selon A. Rousset (dans son Dictionnaire Géographique, Historique et Statistique - Tome IV - 1854) découverts sur la commune d'Orbagna dans le courant du XIXe siècle. De même, des lieux-dits attachés à la commune évoquent leur origine sans doute lointaine, dont les noms furent transmis de génération en génération, de façon orale jusqu'à être répertoriés sur les documents des siècles précédents, puis indiqués sur les cartes IGN de notre époque : « Les Champs du Tonnerre », « La Citadelle » nom souvent donné aux lieux de hauteur et défensifs d'origine gauloise, « Le Champ de Mars » dévoilant les places militaires romaines, « Le Tertre » évoquant un ancien tumulus, etc.
Le premier seigneur d'Orbagna, fondateur présumé du château de Crèvecœur dans le courant du XIIIe siècle, serait Égide de Beaufort, issu de la lignée des sires de Beaufort, possesseurs du château du même nom. Famille elle-même issue des célèbres Dramelay qui donnèrent des connétables au Comté de Bourgogne, ou Haute-Bourgogne (ancien nom de la Franche-Comté). L'un des illustres membres de cette famille de barons, sires de Beaufort et de Présilly entre autres sites, fut Bernard de Dramelay. Quatrième Maître de l'Ordre du Temple, mort en combattant au siège d'Ascalon en 1153, en compagnie d'une quarantaine de ses braves chevaliers qui avaient formé une brèche dans le rempart de la cité assiégée, pour le compte du roi de Jérusalem dont l'armée avait du mal à s'organiser afin de les suivre dans la prise de la ville.
Un gisement de lignite est découvert en 1855 entre les villages d'Orbagna et de Sainte-Agnès. Une concession est accordée le 24 mai 1859 mais aucune exploitation n'a lieu.
Par un arrêté préfectoral du 14 décembre 2018, Orbagna est regroupée avec Beaufort sous la commune nouvelle de Beaufort-Orbagna. Cette commune est créée officiellement le 1er janvier 2019.

## Politique et administration
| Période      | Période  | Identité       | Étiquette | Qualité                    |
| ------------ | -------- | -------------- | --------- | -------------------------- |
| janvier 2019 | En cours | Jacques Mazier | DVD       | Retraité Fonction publique |

| Période                                  | Période       | Identité       | Étiquette | Qualité                    |
| ---------------------------------------- | ------------- | -------------- | --------- | -------------------------- |
| Les données manquantes sont à compléter. |               |                |           |                            |
| mars 2001                                | décembre 2018 | Jacques Mazier | DVD       | Retraité Fonction publique |

## Population et société

### Démographie
L'évolution du nombre d'habitants est connue à travers les recensements de la population effectués dans la commune depuis 1793. Pour les communes de moins de 10 000 habitants, une enquête de recensement portant sur toute la population est réalisée tous les cinq ans, les populations de référence des années intermédiaires étant quant à elles estimées par interpolation ou extrapolation. Pour la commune, le premier recensement exhaustif entrant dans le cadre du nouveau dispositif a été réalisé en 2005.

En 2016, la commune comptait 222 habitants, en évolution de +22,65 % par rapport à 2010 (Jura : −0,81 %, France hors Mayotte : +2,11 %).
| 1793 | 1800 | 1806 | 1821 | 1831 | 1836 | 1841 | 1846 | 1851 |
| ---- | ---- | ---- | ---- | ---- | ---- | ---- | ---- | ---- |
| 352  | 383  | 401  | 398  | 357  | 358  | 349  | 356  | 365  |

| 1856 | 1861 | 1866 | 1872 | 1876 | 1881 | 1886 | 1891 | 1896 |
| ---- | ---- | ---- | ---- | ---- | ---- | ---- | ---- | ---- |
| 326  | 322  | 336  | 347  | 343  | 342  | 346  | 341  | 312  |

| 1901 | 1906 | 1911 | 1921 | 1926 | 1931 | 1936 | 1946 | 1954 |
| ---- | ---- | ---- | ---- | ---- | ---- | ---- | ---- | ---- |
| 307  | 296  | 284  | 231  | 227  | 203  | 209  | 184  | 172  |

| 1962 | 1968 | 1975 | 1982 | 1990 | 1999 | 2005 | 2006 | 2010 |
| ---- | ---- | ---- | ---- | ---- | ---- | ---- | ---- | ---- |
| 171  | 157  | 140  | 165  | 169  | 166  | 164  | 165  | 181  |

| 2015 | 2016 | - | - | - | - | - | - | - |
| ---- | ---- | - | - | - | - | - | - | - |
| 217  | 222  | - | - | - | - | - | - | - |